# はじめての - EP
『はじめての - EP』（はじめての EP）は、2023年5月10日にソニー・ミュージックエンタテインメントから発売されたYOASOBIの3作目のEP。

## 概要
2022年より始まった、直木賞作家の島本理生、辻村深月、宮部みゆき、森絵都の4人とのコラボプロジェクト「はじめての」で発表された全4曲が収録されている。
販売形態は、昨年夏に行われた『ROCK IN JAPAN FESTIVAL 2022』と『SPACE SHOWER SWEET LOVE SHOWER 2022』からセレクトしたライブパフォーマンス映像を収録したBlu-rayが付属するコンプリート盤、CDに大判しおりと各原作の小説が付属する色違いのトランプ（「セブンティーン」原作）盤、ユーレイ（「海のまにまに」原作）盤、ヒカリノタネ（「好きだ」原作）盤、私だけの所有者（「ミスター」原作）盤の計5形態で発売された。
2022年3月27日からは、ボーカルのikuraと99人の声優が4つの原作小説のワンシーンを朗読したPV100本が順次公開された。

## チャート成績
本アルバムは2023年5月22日公開のオリコン週間シングルランキングにおいて、CDセールス9位を記録した。

## 収録内容
| 全作詞・作曲・編曲: Ayase。 |                    |       |            |      |
| #                           | タイトル           | 作詞  | 作曲・編曲 | 時間 |
| 1.                          | 「セブンティーン」 | Ayase | Ayase      | 3:20 |
| 2.                          | 「海のまにまに」   | Ayase | Ayase      | 4:17 |
| 3.                          | 「好きだ」         | Ayase | Ayase      | 3:39 |
| 4.                          | 「ミスター」       | Ayase | Ayase      | 3:06 |
| 合計時間:                   | 合計時間:          | 14:19 |            |      |

## 楽曲解説

### セブンティーン
配信限定シングルとして、2023年3月27日に各種音楽配信サービスにてリリースされた。「はじめての」プロジェクトの第4弾作品であり、宮部みゆきの小説「『色違いのトランプ』――はじめて容疑者になったときに読む物語」が原作となっている。
2023年1月17日より、全国のローソン店舗にてYOASOBIとコラボレーションした新作ドリンク「YOASOBI ハニーカフェラテ」を発売。ラテのスリーブに記載されている二次元コードを読み込むことで、本曲サビ部分を先行試聴することができるキャンペーンを実施した。
コントレールによってアニメーションが製作された本楽曲のミュージックビデオは、3月27日午後8時にYouTubeにてプレミア公開された。また、ミュージックビデオ内のアナウンサー役として、フジテレビアナウンサーの宮司愛海が出演している。

### 海のまにまに
配信限定シングルとして、2022年11月18日に各種音楽配信サービスにて配信が開始された。「はじめての」プロジェクトの第3弾作品であり、辻村深月の小説「『ユーレイ』――はじめて家出したときに読む物語」が原作となっている。
本楽曲のリリースを記念し、神尾晋一郎、土屋太鳳、ぶんけい、モモコグミカンパニー（BiSH）、ニシダ（ラランド）、古市憲寿の6人が書いた原作小説の読書感想文が東京メトロ各線と渋谷駅にて11月7日から13日まで掲出され、リリースに先駆けて11月15日に公開されたティーザー映像にも使用されている。

### 好きだ
配信限定シングルとして2022年5月30日に各種音楽配信サービスにて配信が開始された。
「はじめての」プロジェクトの第2弾作品であり、森絵都の小説「『ヒカリノタネ』――はじめて告白したときに読む物語」が原作となっている。「ミスター」のミュージックビデオ公開後に、映像内で本楽曲の配信が発表された。また、本楽曲はクラシエホームプロダクツ『いち髪』「日本の四季」篇のCMソングに使用された。
5月23日から全国のセブンイレブンの店内で本作の一部が先行解禁された。

### ミスター
配信限定シングルとして2022年2月16日に各種音楽配信サービスにてリリースされた。
YOASOBIの配信限定シングルとしてのリリースは前作「Blue」以来となるが、日本語版楽曲としては「ツバメ」に続く14作目、2022年初のシングルリリースとなる。「はじめての」プロジェクトの第1弾であり、島本理生の小説「私だけの所有者」が原作となっている。
2022年2月8日にクリエイティブチーム・異次元TOKYOが担当した楽曲のディザー映像が公開され、ボーカル・ikuraによる原作小説の一部分の朗読と、楽曲の一部が視聴可能となった。また、同日24時から放送された『YOASOBIのオールナイトニッポンX』では、初めて楽曲がフルでオンエアされた。
リリース当日の2月16日には、プロジェクトに参加した4名の作家の作品をまとめた書籍『はじめての』が刊行され、ティザー映像も担当した異次元TOKYOによるプロジェクトのトレイラー映像も公開された。

## タイアップ
ミスター
「ミュシャ展 マルチ・アーティストの先駆者」イメージソング
好きだ
クラシエホームプロダクツ「いち髪」「日本の四季」篇、「秋の髪」篇、「春の髪」篇CMソング

## クレジット
| セブンティーン Music / Lyrics : Ayase Vocal : ikura Guitar : Takeruru Novel : 宮部みゆき「色違いのトランプ」from 『はじめての』(水鈴社 刊) 海のまにまに Music / Lyrics : Ayase Vocal : ikura Novel : 辻村深月「ユーレイ」from 『はじめての』(水鈴社 刊) | 好きだ Music / Lyrics : Ayase Vocal : ikura Novel : 森絵都「ヒカリノタネ 」from 『はじめての』(水鈴社 刊) ミスター Music / Lyrics : Ayase Vocal : ikura Novel : 島本理生「私だけの所有者」from 『はじめての』(水鈴社 刊) |  |